# Базелски рукопис
Базелски рукопис или Codex Basilensis, означаван са Ee или 07 (Gregory-Aland), је рукопис Новог завета, написан на грчком језику, а датира са почетка 8. века. Овај рукопис византијског типа је написан на пергаменту, димензија 23×16,5 цм.

## Опис
Рукопис садржи четири Јеванђеља.
Рукопис је донет са Истока на Базелски сабор 1431.
Кодекс се чува у Универзитету у Базелу (AN III 12).